# Абакан
Абака́н або Агба́н (рос. Абакан, хак. Ағбан) — місто, столиця, економічний і культурний центр Республіки Хакасія, Росія. Розташоване за 4218 км на схід від Москви.
Населення міста становить 163 189 осіб (2008). У 1959 році мешкало 56 тис. осіб, у 1996 — 163,1 тис., у 2005—164,7 тисяч.

## Розташування
Місто розташоване в центральній частині Мінусинської улоговини, на лівому березі Красноярського водосховища, збудованого на Єнісеї, та на річці Абакан, у місці її впадіння до водосховища.

### Клімат
| Клімат міста Абакан     | Клімат міста Абакан | Клімат міста Абакан | Клімат міста Абакан | Клімат міста Абакан | Клімат міста Абакан | Клімат міста Абакан | Клімат міста Абакан | Клімат міста Абакан | Клімат міста Абакан | Клімат міста Абакан | Клімат міста Абакан | Клімат міста Абакан | Клімат міста Абакан |
| Показник                | Січ.                | Лют.                | Бер.                | Квіт.               | Трав.               | Черв.               | Лип.                | Серп.               | Вер.                | Жовт.               | Лист.               | Груд.               | Рік                 |
| Абсолютний максимум, °C | 7                   | 9                   | 20                  | 27,2                | 38                  | 37,2                | 39                  | 37                  | 34                  | 24                  | 16,1                | 11                  | 39                  |
| Середній максимум, °C   | −13,9               | −9,4                | 1,1                 | 9,4                 | 18,9                | 23,3                | 26,1                | 23,9                | 16,7                | 6,7                 | −5,6                | −13,9               | 7,2                 |
| Середня температура, °C | −18,3               | −15,6               | −4,4                | 2,8                 | 11,7                | 17,2                | 20                  | 17,2                | 10,6                | 1,7                 | −9,4                | −17,2               | 1,7                 |
| Середній мінімум, °C    | −22,8               | −21,1               | −10                 | −3,3                | 5                   | 11,1                | 13,9                | 11,1                | 4,4                 | −2,8                | −12,8               | −20,6               | −3,9                |
| Абсолютний мінімум, °C  | −45                 | −40                 | −38,1               | −22,2               | −10,5               | −4,9                | 4,1                 | 0,5                 | −8                  | −23                 | −37,5               | −42,8               | −45                 |
| Норма опадів, мм        | 7.6                 | 5.8                 | 4.2                 | 11.2                | 29.1                | 58.4                | 67.5                | 59.1                | 35.7                | 17.8                | 10.2                | 7.8                 | 314.4               |
| ----------------------- | ------------------- | ------------------- | ------------------- | ------------------- | ------------------- | ------------------- | ------------------- | ------------------- | ------------------- | ------------------- | ------------------- | ------------------- | ------------------- |
| Джерело: climatebase.ru |                     |                     |                     |                     |                     |                     |                     |                     |                     |                     |                     |                     |                     |

## Історія
Місто засноване в 1675 році як Абаканський острог (Абаканськ) в гирлі річки Абакан. Це було початком освоєння Мінусинської улоговини. В 1780-ті роки тут виникло село Усть-Абаканське. 1925 року село отримало статус селища міського типу — Хакаськ. Абакан набув статус міста 1931 року. До 1992 року він був адміністративним центром Хакаської автономної області в складі Красноярського краю.

## Економіка
Абакан — промисловий центр Хакасії. Тут працюють ПО «Абаканвагонмаш», дослідно-механічний, сталеливарний, контейнерний, експериментально-механічний та інші заводи, підприємства легкої (швейна і взуттєва фабрики) та харчової (м'ясоконсервний комбінат, маслосироробний комбінат, кондитерська фабрика, пивзавод), деревообробної (меблева фабрика) та будівельних матеріалів (цегельний завод) промисловостей. Абакан — центр сільськогосподарського району.
Місто є транспортним вузлом. Тут знаходиться залізнична станція та аеропорт. Усинським автомобільним трактом зв'язане з Республікою Тива.

## Суспільство
Абакан — науковий та культурний центр Хакасії. Тут знаходяться Хакаський державний університет, політехнічний та педагогічний інститути, лісотехнічний, обліково-плановий та сільськогосподарський технікуми, медичне та педагогічне училище, Хакаський НДІ мови, історії та літератури.
Працюють Хакаське книжне видавництво. Серед театрів: російський та хакаський драматичні, ляльковий. Відкриті краєзнавчий музей, виставковий зал, дендрарій, зоопарк. Місто озеленене садами, скверами, бульварами, які займають третину площі міста. В центрі міста знаходиться стара його частина, залишки села Усть-Абаканське.

## ЗМІ
Республіканські газети: «Хакас чирі» («Звістка») хакаською мовою, «Хакасія» — російською.
Крім того, випускаються міська газета «Абакан» [Архівовано 22 липня 2010 у Wayback Machine.] та декілька приватних періодичних видань («П'ятниця», «Шанс» і ін.).

## Персоналії
- Власов Сергій Опанасович (*1958) — радянський і російський актор театру і кіно.

## Міста-побратими
- Пирятин,  Україна. 24 червня 2022 року пирятинською громадою в односторонньому порядку були розірвані братські відносини з Абаканом у зв'язку з Російсько-українською війною[5].